# Horcotes strandi
Horcotes strandi là một loài nhện trong họ Linyphiidae.
Loài này thuộc chi Horcotes. Horcotes strandi được miêu tả năm 1935 bởi Sytshevskaja.